# 1. dragonski polk (Avstro-Ogrska)
Za druge 1. polke glejte 1. polk.
1. dragonski polk (izvirno nemško Böhmisches Dragoner Regiment »Kaiser Franz I.« Nr. 1) je bil konjeniški polk avstro-ogrske skupne vojske.

## Zgodovina
Polk je bil ustanovljen leta 1768. 

### Prva svetovna vojna
Polkovna narodnostna sestava leta 1914 je bila sledeča: 48% Čehov, 46% Nemcev in 6% drugih.
Naborni okraj polka je bil v Litoměřicah, pri čemer so bile polkovne enote garnizirane v Mostu.

## Poveljniki polka
- 1859: Gustav von Hammerstein-Gesmold[5]
- 1865: Carl von Bernd[6]
- 1879: Julius Neumann von Spallart[7]
- 1908: Eduard Fischer[8]
- 1914: Artur Wraubek[9]